# Коронејшон (Алберта)
Коронејшон (енгл. Coronation) је мала варошица у источном делу централне Алберте у Канади. Налази се на 100 км западно од провинцијске границе са Саскачеваном, на раскрсници локалних путева 12 и 872, у оквиру статистичке регије Централна Алберта. Најближи град је Ред Дир и налази се 196 км источније, док је од главног града провинције Едмонтона удаљен 269 км. 
Насеље има статус села од 1911. године, док је статус варошице добио годину дана касније. Насеље је добило име у част крунисања краља Џорџа V (енгл. Coronation - крунисање) због чега га често називају и краљевским градом. 
Према резултатима пописа становништва из 2011. у варошици је живело 947 становника у 455 домаћинстава, што је за 6,7% мање у односу на попис из 2006. када је регистровано 1.015 житеља.
Привредну основу насеља чини пољопривреда, те експлоатација нафте и земног гаса који су откривени током педесетих година прошлог века. 

## Становништво
| 2006. | 2011. |
| ----- | ----- |
| 1.015 | 947   |